# Zasnoubení při lucernách
Zasnoubení při lucernách (též hráno jako Zásnuby při lucernách a Svatba při lucernách; ve francouzském originále Le Mariage aux lanternes) je opéra comique o jednom dějství francouzského skladatele Jacquese Offenbacha na libreto Léona Battua a Michela Carrého z roku 1857. Jedna se o přepracování Offenbachovy druhé opery Mathurinův poklad (francouzsky Le Trésor à Mathurin) z roku 1853.

## Vznik opery

### Mathurinův poklad

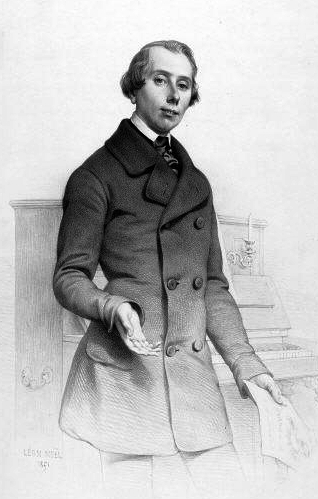
Zpěvák Sainte-Foy, první Guillot v Mathurinově pokladu litografie Alphonse-Léona Noëla

Jacques Offenbach byl již ve 40. letech 19. století v Paříži znám nejen jako violoncellový virtuos, ale i autor především salonní instrumentální i vokální hudby; od roku 1850 byl rovněž dirigentem orchestru Comédie-Française. Jeho největším zájmem však bylo hudební divadlo a od poloviny 40. let se pokoušel se svými díly žánru opéra comique (tj. oper s mluvenými dialogy) dostat na jeviště. Jenže privilegia pařížských divadel vyhrazovala původní hudebně dramatická díla jen úzké skupině z nich: pro opéru comique to byla pouze Opéra-Comique a Opéra-National. Avšak Opéra-Comique, která od skladatele roku 1846 objednala jeho první jevištní dílo Přístěnek (L'Alcôve), ho nikdy neuvedla, ani neprojevila zájem o jeho další tvorbu, a naději na spolupráci s Opéra-National zmařil její bankrot roku 1848. O tom, že úřady berou divadelní privilegia velmi vážně, se Offenbach přesvědčil roku 1853, když dosáhl toho, že divadlo Théâtre des Variétés uvedlo jeho jednoaktovku Pepito – na stížnost Opéry-Comique byla po několika představeních zakázána.

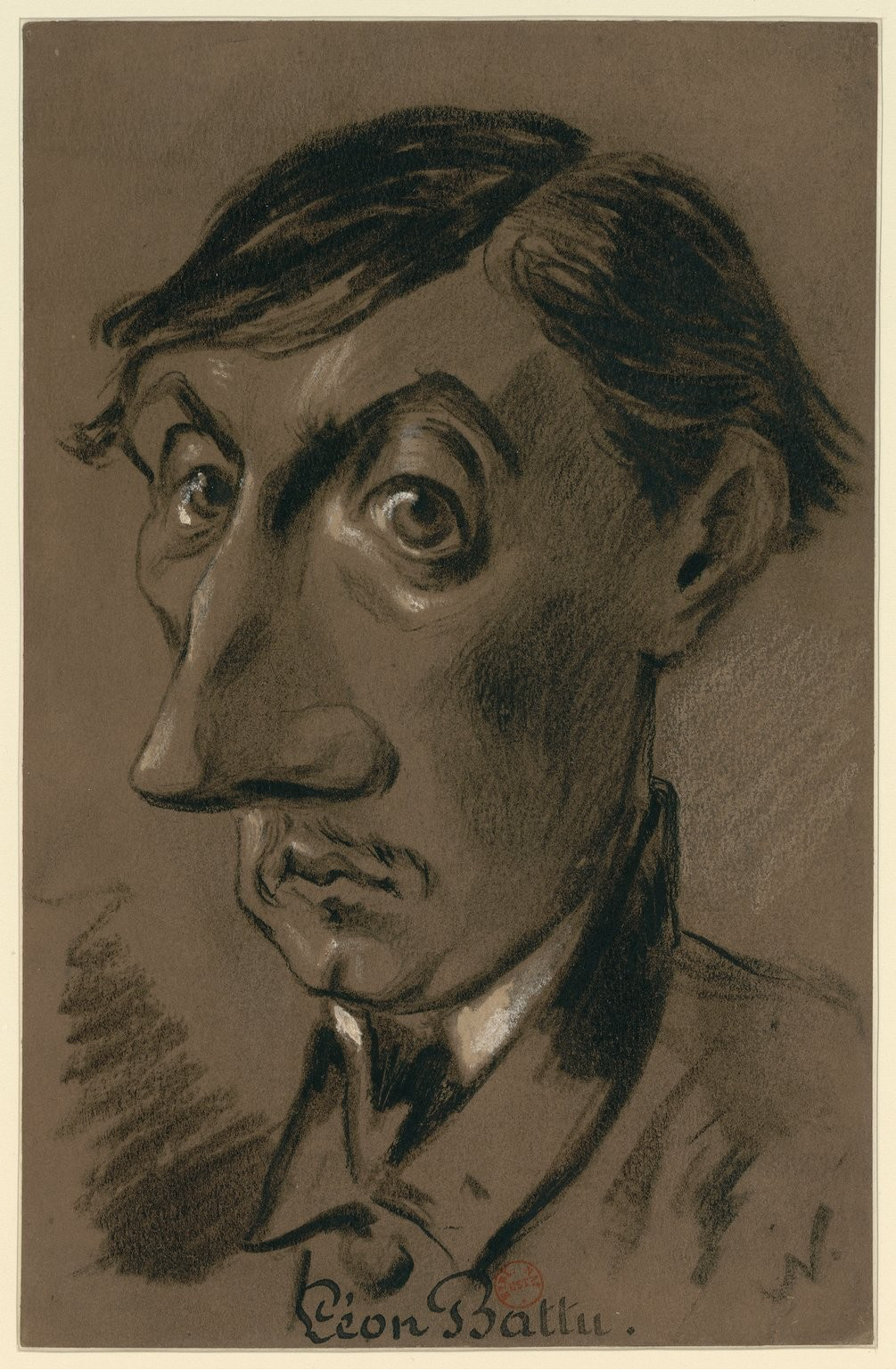
Libretista Mathurinova pokladu Léon Battu, krikatura od Nadara

Jedinou Offenbachovou možností tak bylo představit svá díla veřejnosti na jednorázových koncertech, které sám každoročně organizoval. Tak Přístěnek byl poprvé proveden na koncertě v salle Moreau-Santi 24. dubna 1847 a pro koncert konaný 7. května 1853 (matiné) v Herzově koncertní síni (salle Herz) připravil malou opéru comique nazvanou Mathurinův poklad (Le Trésor à Mathurin). Libreto s venkovským námětem mu připravil mladý dramatik Léon (vl. jm. Charlemagne-Antoine-Pantaléon) Battu (1828–1857), který se již podílel na libretu pro Pepita a navíc měl s hudebním divadlem úzké spojení jakožto syn druhého šéfdirigenta Pařížské opery Pantaléona Battua. Pro jednorázové provedení své operety Offenbach získal i solidní herecké obsazení: v paní Lemercierové z Opéra-Comique a paní Meyer-Meilletové z Théâtre-Lyrique měly zastoupení oba operní domy potenciálně otevřené Offenbachovu usilování a z Opéra-Comique pocházel i buffo tenor Saint-Foy, tehdy na vrcholu své popularity. Dívčí úloha pak připadla Alici Théricové, půvabné mladé herečce z divadla Comédie-Française, jehož orchestr Offenbach v letech 1850–1855 řídil. Herci měli kostýmy, ale jinak operu hráli bez opony a dekorací jen na vyvýšeném pódiu.
Mathurinův poklad sklidil „vřelý potlesk“ a zprávy v tisku se shodovaly na příznivém úsudku o libretu, hudbě i výkonech všech čtyř představitelů. Tisku neušlo, že v obecenstvu seděl i ředitel Opéry-Comique Émile Perrin, od něhož Offenbach doufal v oficiální zakázku. Ta však nepřišla – ani od Théâtre-Lyrique – a Offenbach musel své hudebně-dramatické ambice opět odložit.
Podle zpráv z tisku partitura obsahovala sedm čísel; nedochovala se ani ona, ani libreto, ale autoři roku 1857 – když už měl Offenbach k dispozici vlastní divadlo Théâtre des Bouffes-Parisiens – přepracovali Mathurinův poklad na Zasnoubení při lucernách.

### Zasnoubení při lucernách
Začátek podzimní sezóny 1857 byl pro Bouffes-Parisiens ve znamení řady hudebních grotesek, nejméně od kanibalské operety Večerní vítr aneb Strašlivá hostina, ale kritika se proti tomu začala ozývat a ani obecenstvo neocenilo několik novinek pocházejících od jiných skladatelů než Offenbacha. Jako kontrast tedy divadlo připravilo novou verzi Mathurinova pokladu. Úpravu libreta spolu s Battuem provedl Michel Carré a oba se skryli pod pseudonymem „Jules Dubois“; hudbu přizpůsobil Offenbach sám. Rozsah těchto úprav není jasný: výsledná podoba Zasnoubení při lucernách je vesměs v souladu s tím, jak tisk popisoval Mathurinův poklad v roce 1853, takže provedené změny zřejmě nebyly zásadní.
Privilegium pro Bouffes-Parisiens tehdy povolovalo přítomnost čtyř mluvících postav na jevišti, Zasnoubení při lucernách však vedle čtyř hlavních postav obsahuje i postavu poklasného s krátkou mluvenou úlohou a nadto vyžaduje účast statistů s lucernami pro závěrečnou scénu; není však známo, že by za to byly divadlu činěny potíže.
Obecenstvo přijalo Zasnoubení při lucernách s potěšením, i když bez euforie, jakou vyvolávaly některé bláznivější kousky. Zasnoubení se stalo nadlouho součástí běžného repertoáru Bouffes-Parisiens, kde v rámci večerního programu vyvažovalo grotesku. Kritiku získalo vynikající: za pochvalu lze považovat vyjádření Gustava Héqueta v L'Illustration, že jde o dílo „bez špatného vkusu, což je [v Bouffes-Parisiens] vzácnost“. Héquet pokračoval: „Hudba, komická nebo líbezná podle okolností, je vždy elegantní a plná vervy. Je to jedna z nejpovedenějších partitur pana Offenbacha.“ Jules Lovy v hudebním týdeníku Le Ménéstrel, který si právě předtím stěžoval na řetězení grotesek, byl atmosférou opery nadšen a tvrdil, že „Zasnoubení při lucernách bude páně Offenbachovou Chatou v Alpách.“ (Chata v Alpách, patřící mezi nejhranější opery ve Francii 19. století, totiž odstartovala kariéru skladatele Adolpha Adama, jednoho z Offenbachových vzorů.)
Libretista Léon Battu se z úspěchu Zasnoubení při lucernách těšil jen velmi krátce, zemřel již 22. listopadu 1857 ve věku 29 let.

## Charakteristika
Zasnoubení při lucernách patří k nejúspěšnějším a nejvlivnějším Offenbachovým jednoaktovým dílům; historik francouzské operety Florian Bruyas je nazývá „mistrovským dílkem“. I když není v jeho díle zcela ojedinělé, není, zejména pro moderního posluchače, pro Offenbacha typické. Je to skutečná „kapesní opéra comique“ připomínající opery z konce 18. a počátku 19. století, s „mozartovskou zápletkou“ (kterou však český teatrolog a muzikolog Miroslav Šulc nazývá „směs naivní idylky a jemného humoru“) a i hudba je, nadneseně řečeno, „jakoby inspirovaná samotným Mozartem“ a obsahuje „hru kontrastů mezi něhou a smíchem“. Archaizující nádech hudby souvisí i s harmonickou střízlivostí a jen sporadickou modulací, kterou pozoruje Miroslav Šulc.
Opera má celkem osm hudebních čísel, až na předposlední z nich (klekání) nesených ve svižném tempu. Nejsou příliš integrované do děje a neposunují ho vpřed, slouží spíše k ilustraci situace. Předehra je samostatná, jen krátce cituje závěrečný pochod; vyskytuje se v ní imitace dud, čímž navozuje venkovské prostředí, a připomíná hudbu 18. století. Zpěvní čísla jsou vesměs ansámblová, z toho tři mají podobu duetu. Úvodní Guillotovo rondo (č. 1) je neseno v parlandu a má formu lidové písně. Střídavý kuplet vdov (č. 2) je méně výrazným číslem, naopak jejich pozdější hádavý duet (č. 5) se stal populárním koncertním číslem a vyžaduje od představitelek nasazení koloratury s parodickým záměrem; po vzoru italské opery buffy dosahuje komického účinku kombinováním zdůrazněných protažených tónů a rychlého staccatového zpěvu. Dopisový tercet (č. 3) je stavěný důmyslně, například týž Guillotův text opakují Fanchette v durové tónině a Catherine v mollové. Okamžitou oblibu u obecenstva si získal následující pijácký kvartet (č. 4), který vyšel v četných tanečních aranžmánech. Za vrchol partitury je považován kvartet (č. 6) při večerním klekání. Navozuje noční atmosféru a jako jediný má volné tempo (andante), čtyři postavy opery se do něj zapojují postupně. K němu nejvíce se vztahue přívlastek „mozartovský“ a při premiéře prý jím byl nadšen mistr opéry comique D.-F.-E. Auber. Je „plný delikátní atmosféry“ a „jeho melodie je tak vroucná, jak je jeho instrumentace originální“. Klekání je naznačeno pomoci zvonu, lesního rohu a smyčcových figur. Závěrečný pochodový kvartet (v některých pozdějších úpravách doplněný sborem) je jen krátkým zakončením díla.

## Inscenační historie

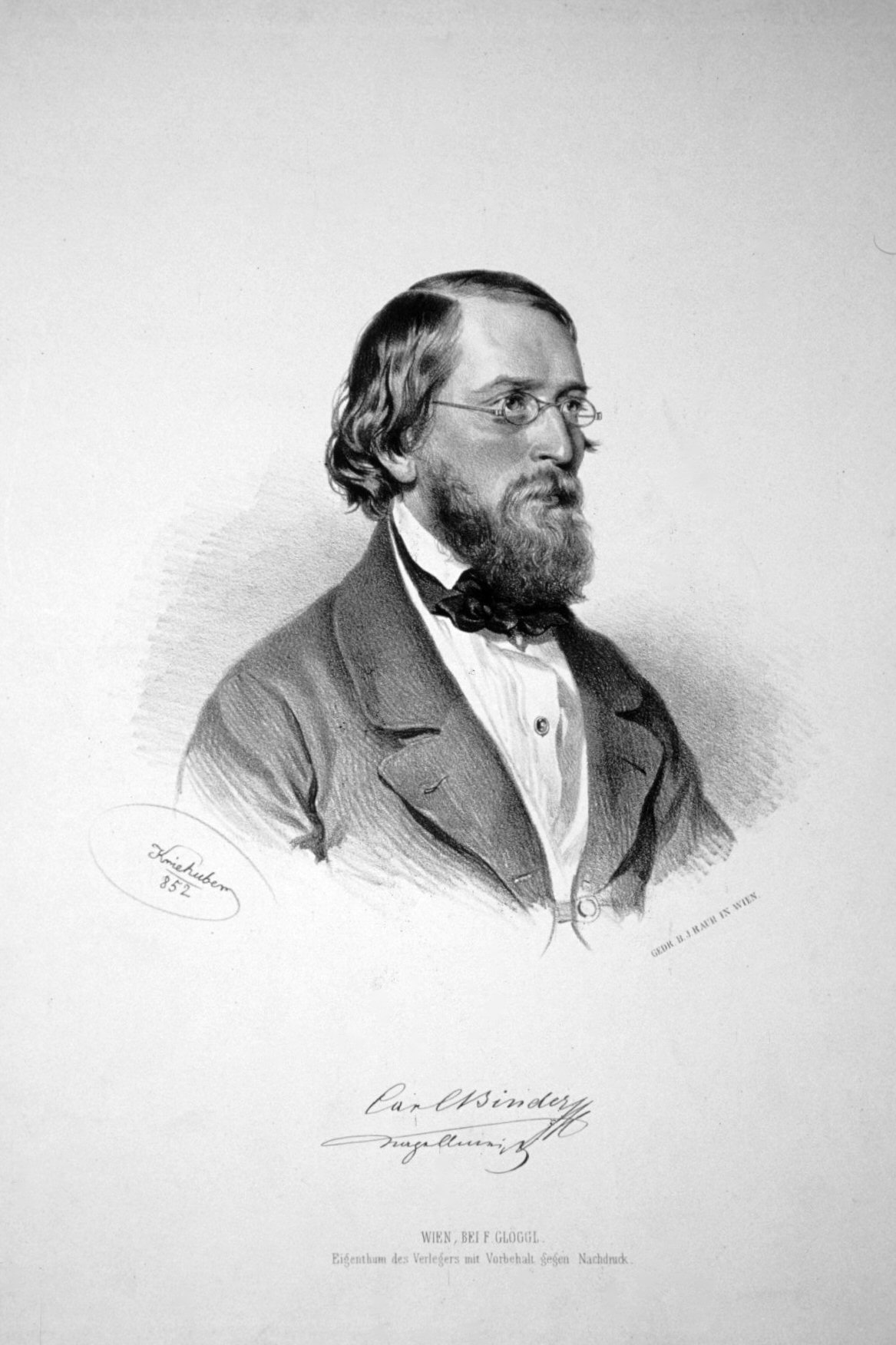
Carl Binder, kapelník vídeňského divadla Carltheater a upravovatel Zásnub při lucernách, litografie Josefa Kriehubera.

Zasnoubení při lucernách mělo už při svém uvedení nemalý úspěch a dosáhlo 100. reprízy již v únoru 1858, čtyři měsíce po premiéře. Podobně jako jiná Offenbachova díla z repertoáru Bouffes-Parisiens Zasnoubení při lucernách záhy převzaly další francouzskojazyčné scény, a to i mimo samotnou Francii (9. června 1860 (nebo již koncem roku 1859?) Brusel, Théâtre de Vaudeville, roku 1904 dokonce oficiální Théâtre royal de la Monnaie). Roku 1893 nastudovalo reprezentativní novou inscenaci pařížské Théâtre de la Renaissance a 4. prosince 1919 se tato drobná opéra-comique dostala po 65 letech konečně na svou původně zamýšlenou scénu, totiž Théâtre de l'Opéra-Comique.
Již první kronikář Bouffes-Parisiens Albert de Lasalle si roku 1860 povšiml, jak zvlášť velkou oblibu si Zasnoubení při lucernách získalo právě „za Rýnem“. I 150 let poté mohl francouzský muzikolog Piotr Kaminski o Zasnoubení konstatovat podobně: „často hrané na německy mluvících scénách, zapomenuté ve své vlasti“. To se projevilo již při prvním seznámením se německého publika s novým – offenbachovským – žánrem hudebního divadla při zájezdu souboru Bouffes-Parisiens do Berlína, při kterém toto divadlo představilo při několika představením v Krollově opeře jádro svého repertoáru. Nejvíce parodické a burleskní kusy jako Dva slepci a Ba-ta-clan, tedy slovy berlínského recenzenta „náměty, jejichž pošetilost stoupá až k nejvyšším vrcholům nesmyslu,“ přijímali diváci a kritika s odstupem a přesvědčením, že „takovýto dramaticko-hudební pokus by byl v německém divadelním světě zhola nemožný“. Ocenění dosáhly umírněnější, lyričtější náměty jako Pepito a především Zásnuby při lucernách, hrané poprvé 17. června 1858, jejíchž „půvabná, graciézní hudba si zasluhuje další rozšíření“. Berlínské nakladatelství Bote & Bock, se kterým Offenbach vzápětí uzavřel smlouvu pro Německo a které Zasnoubení při lucernách vydalo pod titulem Verlobung bei der Laterne, tušilo velký zájem o provozovací materiál a nechalo v novinách tisknout důrazné upozornění, že jen u nich ho lze legálně obdržet. Toto turné mělo pokračovat ve Vídni, kam je na hostování do Divadla na Vídeňce pozval jeho ředitel Alois Pokorny, ale z důvodu politického napětí mezi Rakouskem a Francií byl pobyt Bouffes-Parisiens zakázán. Bouffes-Parisiens tak místo toho ukončily zájezd v lázních Bad Ems, kde uvedly Zasnoubení při lucernách poprv 31. srpna 1858. Nebyl to však nakonec ani Pokorny, ani žádný z berlínských divadelníků, kdo se odhodlal poprvé uvést Offenbacha na německojazyčné jeviště. Zasnoubení při lucernách nastudovalo vídeňské divadlo Carltheater, jehož ředitelem byl v té době známý komik a dramatik Johann Nepomuk Nestroy; o uvedení Offenbachova díla se však zasloužil především jiný slavný herec tohoto divadla Karl Treumann.

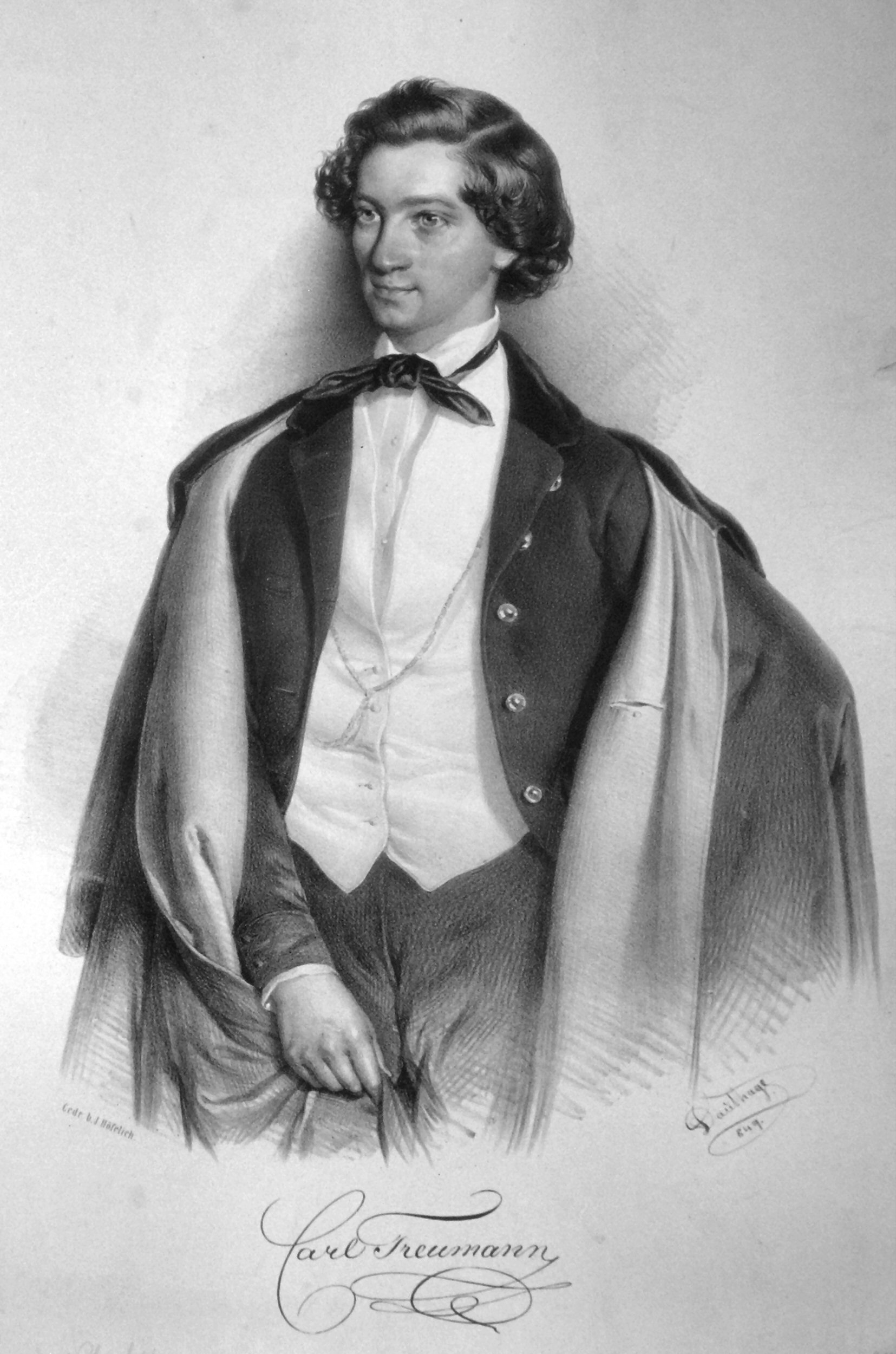
Herec, divadelní ředitel a překladatel Karl Treumann, litografie Adolfa Dauthageho

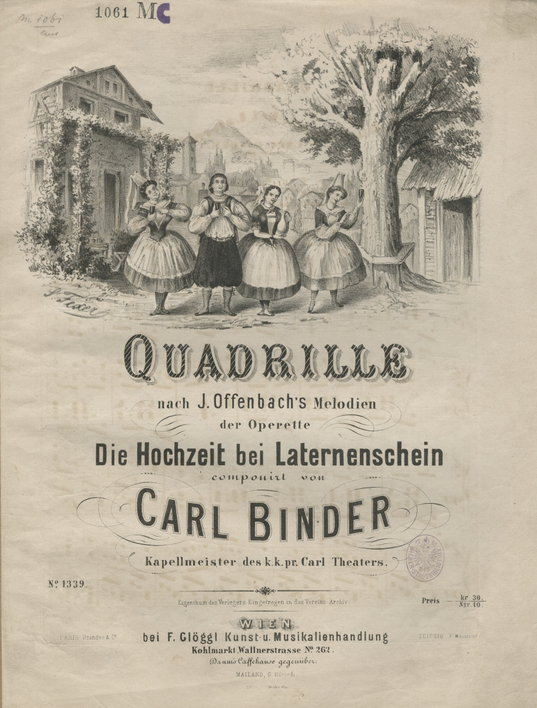
Titulní list čtverylky Carla Bindera na motivy ze Zasnoubení při lucernách

Karl Treumann libreto přeložil do němčiny a upravil (nepoužil tedy libreto od Bote & Bock a zavedl název Die Hochzeit bei Laternenschein). Inscenaci připravoval narychlo zjevně bez toho, aby disponoval autorskou partiturou, a měl jen tiskem vydaný klavírní výtah, proto pro hudební čísla nepoužil původní instrumentaci, ale celé dílo znovu instrumentoval kapelník Carltheatru Carl Binder. Zásahy do originální hudby byly v té době běžné a měly určitý smysl, protože Carltheater nepodléhal takovým omezením, jaké mělo v Paříži Bouffes-Parisiens, tedy neměl omezený počet jednajících osob na jevišti a mohl zapojit sbor, a nadto měl k dispozici rozsáhlejší orchestr. I tak si tisk – např. vlivný Augsburger Allgemeine Zeitung – tohoto přístupu všiml a kritizoval jej, i když Binderovu instrumentaci jako takovou chválil. Nestroy a jeho divadlo si však nepočínali protiprávně a i nakladatelství Bote & Bock vydalo v novinách zprávu potvrzující, že s ním Carltheater uzavřel smlouvu na provozovací práva a jedná autorskoprávně v pořádku. Zasnoubení při lucernách mělo obrovský úspěch a dosáhlo na vídeňské poměry vysoký počet 42 repríz. Rovněž kritika se shodovala na příznivém hodnocení, například Wiener Theaterzeitung psal: „V této operetě je hudba lehká, graciézní, zcela v žánru francouzské hudby, která se střeží jakékoli hlubokomyslnosti a tónomalby, ale která se díky milým, zpěvným melodiím a abychom tak řekli určité rozmarnosti svého aranžmá nikdy nemine účinkem.“ Podle časopisu Neue Wiener Musik-Zeitung „[j]e v ní něco tak prapůvodního, živoucího, tak občerstvující melodický pramen protkává všechno svěžestí a jeho zákruty jsou tak ladné a přitom tak překvapivé, že ho člověk s pocitem zvláštní blaženosti moderní idyly sleduje krok za krokem.“ Méně nadšený byl například deník Morgen-Post, podle něhož je tato opereta „sice ve své první polovině matná, nevkusná a vleklá, o to pikantnější však ve druhé polovině“.
Zasnoubení tak Treumanna utvrdilo v úmyslu uvádět další Offenbachovy operety (v dobovém německém tisku nebylo o tomto žánrovém označení pochyb) a tím i položit základy pro recepci Offenbachova díla ve střední a východní Evropě. V samotné Vídni bylo na repertoáru některého z divadel prakticky soustavně až do konce monarchie (Theater am Franz-Josefs-Kai 1860, Etablissemen Ronacher 1880, Fürsttheater 1884, Theater an der Wien 1889, Carltheater 1914). Brzy po premiéře po ní navíc sáhla další rakouská divadla (např. Štýrský Hradec 15. ledna 1859). V Rakousku se hrála Binderova úprava až do roku 1861, kdy Offenbach přijel do Vídně a dosáhl s Treumannem dohody (Binder byl již mrtev): poskytl mu svou vlastní instrumentaci a za velké pozornosti veřejnosti oddirigoval několik představení v Treumannově novém Divadle na nábřeží Františka Josefa.
První inscenaci v samotném Německu uvedlo Městské divadlo v Hamburku v listopadu 1858. Následovala berlínská Dvorní opera 13. prosince 1858 a nastudování v Královci, Brunšviku a Mannheimu. Zasnoubení bylo například nejúspěšnější novinkou sezóny 1858/59 ve Vratislavi. Významné nastudování v meziválečném období uvedla berlínská Státní opera na Silvestra roku 1930. Ve Švýcarsku Zasnoubení při lucernách uvedlo městské divadlo v Basileji 10. ledna 1862.
V Uhersku bylo Zasnoubení při lucernách hráno nejprve v německém jazyce, ve vídeňské úpravě; premiéru obstaralo Městské divadlo v Pešti 24. května 1859. V německém jazyce se uvádělo i v dalších městech, mj. v Košicích (10. listopadu 1860), Velkém Bečkerku (1860), Bratislavě (1861) a Šoproni. 17. října 1859 mělo Zasnoubení při lucernách premiéru v maďarském jazyce, a to v překladu Mihályho Havi a Ede Paulaye (Eljegyzés lámpafénynél) v Brašově. S jistým zpožděním se (v jiných překladech a úpravách) hrálo i v Kluži (1859), Národním divadle v Košicích (1860), Národním divadle v Pešti (1860, překlad Miklóse Felekiho), Segedíně (1861), Lidovém divadle (Népszínház) v Budíně (1862), pak i v Miškovci (1889). 12. prosince 1890 proniklo dokonce na scénu Maďarské královské opery. Opera se i poté hrála v Uhrách/Maďarsku poměrně hojně a roku 1957 natočila maďarská televize MTV její filmovou adaptaci.
Již počátkem roku 1859 nastudoval Zasnoubení při lucernách souběžně německý a polský soubor divadla ve Lvově (premiéra 3. ledna 1859). Polský překlad a podstatnou úpravu pod názvem Wesele przy latarniach czyli wielki skarb pořídil Jan Nepomuk Nowakowski; takto se Zasnoubení hrálo úspěšně od roku 1862 po více než desetiletí rovněž v městském divadle v Krakově. V ruské záboru se však prosadil věrnější překlad B. Wagnera pod názvem Małżeństwo przy latarniach, který měl premiéru 20. března 1859 ve Velkém divadle ve Varšavě s Wiktorinou Bakałowiczowou jako Denisou. Toto dílo představilo Offenbacha a nový žánr „operety“ polskému publiku a zůstalo dlouho „kasovním kusem“; hrálo se ve varšavských předměstských divadlech a po menších městech je v 60. až 80. letech 19. století vozily kočovné divadelní společnosti, zejména společnosti Józefa Teksela a Anastazyho Trapsza. Ve sporadických novějších inscenacích (Warszawska Opera Kameralna 1975, 1992) se používá překlad Zbigniewa Krawczykowského, vycházející z německé verze, s názvem Zaręczyny przy latarniach.

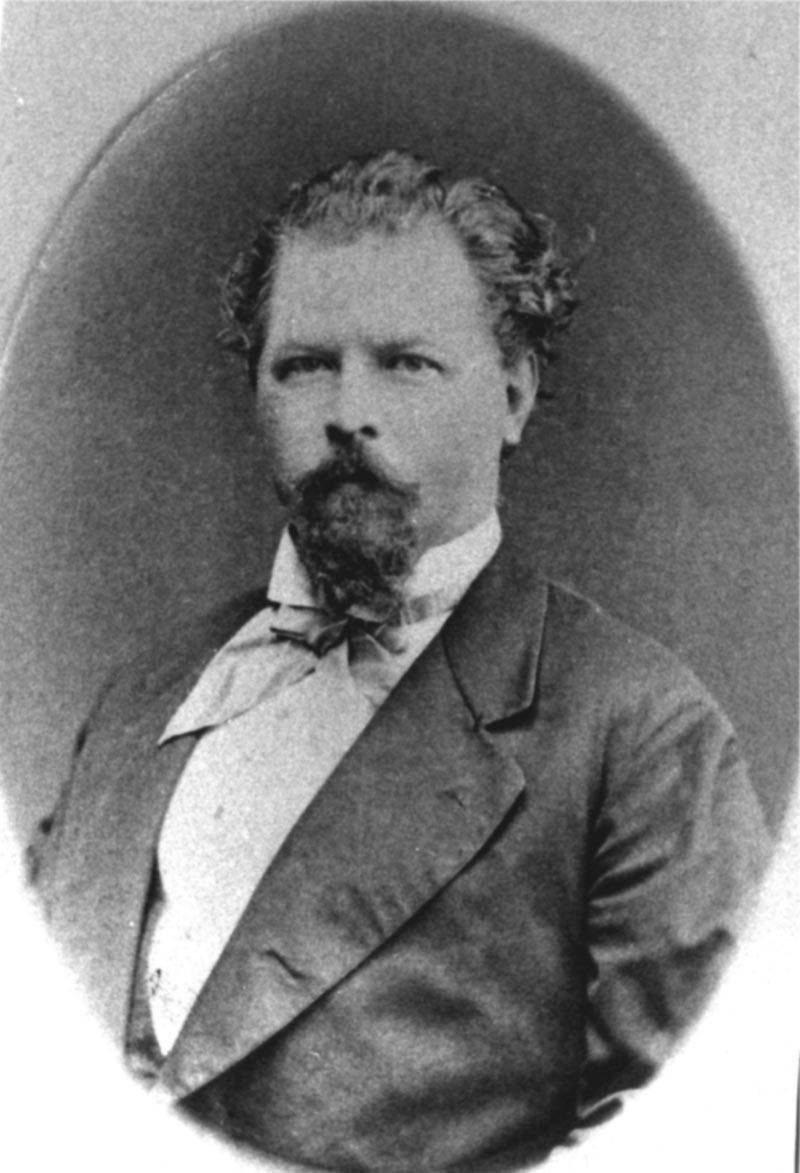
Alexandr Michailovič Dodonov, první Guillot ze Zasnoubení při lucernách v Rusku

8. listopadu 1863 se v Chorvatském národním divadle v Záhřebu konala premiéra Zasnoubení při lucernách v chorvatském překladu Josipa Freudenreicha pod názvem Svatba kod svetiljakah. Roku 1884 mělo srbskou premiéru v Bělehradě (překlad J. N. Marinoviće) a roku 1892 se poprvé hrálo v Lublani ve slovinském jazyce (německy se zde hrály již 1. prosince 1860). Ve slovenštině uvedlo Zasnoubení při lucernách poprvé operní studio Vysoké školy múzických umění v Bratislavě 12. března 1955 pod názvem Zasnúbenie při lampášoch.
I pro Skandinávii znamenalo Zasnoubení při lucernách první seznámení s novým divadelním žánrem. Mělo premiéru v kodaňském Lidovém divadle (Folketeatret) 5. března 1859 a do konce roku nasbíral 19 repríz. Dánské znění připravil spisovatel Adolph von der Recke a jeho původní dánský titul se vyhnul otázce, zda se jedná o „svatbu“ či „zasnoubení“: zněl prostě Ved Lygteskin. Později je v dánské metropoli hrálo divadlo Casino (1878, 1905), specializované na operetu, v překladu Julia Petersena již pod názvem En Forlovelse ved Lygteskin, jakož i divadla Dagmarteatret (1883, 26 repríz) a Nørrebros Teater (1897). Hrála je i společnost herce Alberta Helsengreena, která je přivedla mimo jiné do Aarhusu (1899). Pro švédskou premiéru ve Stockholmu 29. října 1860 libreto přeložil Ernst A. Wallmark a partituru nově orchestroval J. A. Söderman. V Rusku se Zasnoubení při lucernách hrálo poprvé 5. listopadu 1871 v Malém divadle v Moskvě pod názvem Свадьба при фонарях, или Дядюшкин клад v překladu G. Sergejeva a G. S. Valjana. Uvedl ho soubor Moskevských imperátorských divadel, hráli Naděžda Sergejevna Vasiljevová (Denise) a Alexandr Michajlovič Dodonov (Guillot). Později se hrálo i pod názvem Помолвка при фонарях.

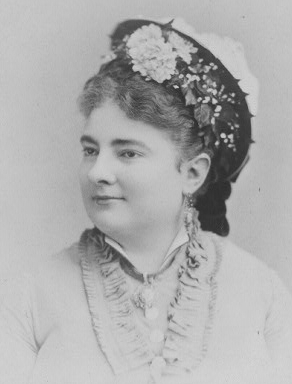
Coralie Geoffroyová byla první Denise ze Zasnoubení při lucernách ve Velké Británii

Ze Zasnoubení při lucernách již mnoho materiálu převzal James Robinson Planché do své lyrické komedie Love and Fortune, které měla premiéru v londýnském Princess's Theatre 24. září 1859. Do Velké Británie přivezlo Zasnoubení při lucernách na zájezdu divadlo Bouffes-Parisiens v roce 1860. Odehrálo několik představení v londýnském Lyceum Theatre a 9. července 1860 představilo i Zasnoubení; roli Denise hrála Coralie Geoffroyová. První anglický překlad a úpravu připravil Benjamin Barnett a pod názvem Marriage by Candlelight je 18. ledna 1862 premiérovalo londýnské (New) Royalty Theatre; jednalo se zřejmě o první uvedení Offenbachovy operety v angličtině, a to velmi úspěšné – Zasnoubení dosáhlo 66 repríz. Od roku 1868 ji hrála Comic Opera Company Louisy Pyneové jako The Treasure Found by Lanternlight a jako Treasure Trove operetní společnost její sestry, Mary Ann Galton Pyneové, mimo jiné od 16. října 1869 v londýnském St James's Theatre. 11. října 1871 měla tato opereta další premiéru v londýnském Gaiety Theatre v přepracování Henryho Broughama Farnieho, dramatika specializujícího se na anglické adaptace francouzských operet, pod názvem Paquerette; v této adaptaci ji vydalo nakladatelství Boosey & Co. Ještě jiná adaptace se hrála roku 1915.
Pyrenejskému poloostrovu se toto dílo v podstatě vyhnulo. Jen v Portugalsku uvedla Zasnoubení při lucernách poprvé 23. ledna 1878 hostující francouzská společnost v lisabonském divadle Teatro Gymnasio a Teatro dos Recreios Whyttoyne.
V Itálii se Zasnoubení hrálo nejprve v originálním jazyce; uváděla je zejména společnost francouzského divadelního podnikatele Eugèna Meynadiera. Ten je uvedl v prosinci roku 1865 v Turíně – tisk je přitom považoval za „skutečně ušlechtilou věc“ a „brilantní úspěch“ – a o rok později v milánském divadle Teatro Re. Roku 1874 odkoupilo italské nakladatelství Sonzogno práva k Zasnoubení při lucernách pro Itálii od francouzského nakladatelství Heugel a následujícího vydalo klavírní výtah s italským textem pod názvem Un Matrimonio a Lume di Lanterna (společně s Fortuniovou písní), což umožnilo inscenace v italštině. 19. března 1875 pak mělo Zasnoubení při lucernách milánskou premiéru v italštině.
Při popularitě Zasnoubení při lucernách v německy mluvících zemích nepřekvapí, že i ve Spojených státech se nejprve hrálo v němčině. Tak německojazyčná premiéra v New Yorku se konala v divadle Stadttheater už dne 18. března 1860 a až se zpožděním dne 6. února 1864 následovala francouzskojazyčná premiéra. Tu uvedla společnost Théâtre Français ředitele Paula Juigneta, hrající v prostorách Niblo's Saloon. Anglickojazyčnou verzi přivezla z Británie až společnost rodiny Galtonových a pod názvem Married by Lanterns ji hrála v newyorském Wood's Museum od 31. srpna 1868. Jinou verzi s názvem Plighted by Moonlight uváděla od 17. června 1882 v divadle Metropolitan Alcazar společnost J. Freda Zimmermanna.
V Austrálii se Zasnoubení hrálo poprvé v melbournském Theatre Royal pod dalším anglickým názvem, Love by Lantern Light, a to poprvé 8. prosince 1877. V dubnu 1908 se hrála kočovná německá společnost poprvé v čínském Čching-tao (bývalá německá koncese Tsingtau). 12. ledna 1938 mělo premiéru v Tel Avivu v hebrejském překladu E. Trocheho.
V moderní době se Zasnoubení při lucernách neinscenuje často. Uznávaná databáze Operabase registruje ve 21. století jen jednu inscenaci, a to v brazilském Jaraguá do Sul (premiéra 25. srpna 2019). Ve skutečnosti však tuto drobnou operu často uvádějí především hudební školy a konzervatoře, jejichž parametrům zvlášť vyhovuje, případně amatérské či poloprofesionální divadelní soubory. Namátkou lze jmenovat inscenaci z roku 2006 v pařížském Petit Théâtre de Naples v podání souboru Les Délassements Lyriques. Roku 2008 ji uvedla společnost Compagnie Symphonie Marine na festivalu Avignon Off. Za řízení offenbachovského badatele a editora Jeana-Christopha Kecka uvedla tuto operetu roku 2015 i La Péniche Opéra (se sídlem ve Vitry-sur-Seine). Roku 2019 ji společnost pod Keckovým vedením hrála ve foyer Théâtre de l'Odéon v Marseille. Ve Spojených státech amerických ji roku 2018 hrála UConn Opera v Mansfieldu v Connecticutu a roku 2019 Chicago Summer Opera.

### České země

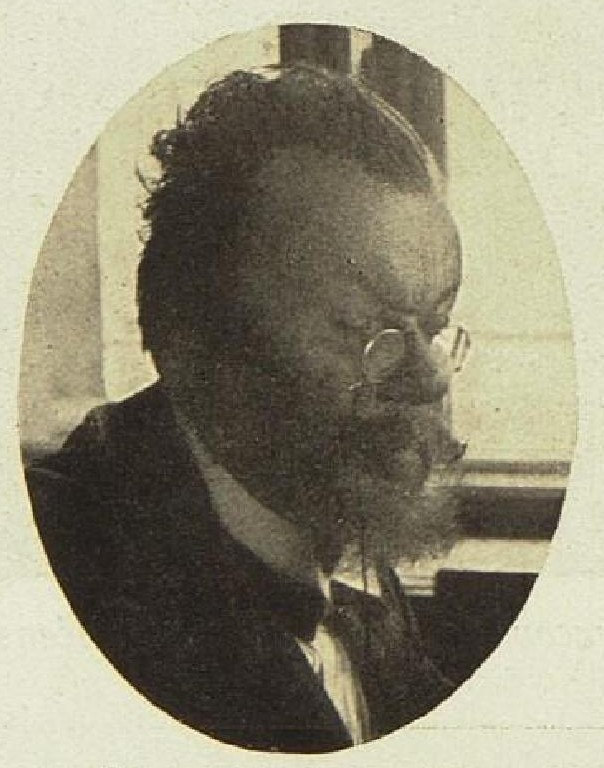
První překladatel Zasnoubení při lucernách do češtiny Jindřich Hanuš Böhm.

Zasnoubením při lucernách začínají v českých zemích dějiny recepce díla Jacquese Offenbacha. A i když přiřazení tohoto díla k novému žánru „operety“ je z hudebně-dramatického hlediska pochybné, takto bylo Zasnoubení českými současníky interpretováno, a proto lze jeho uvedení považovat za počátek dějin operety v českých zemích.

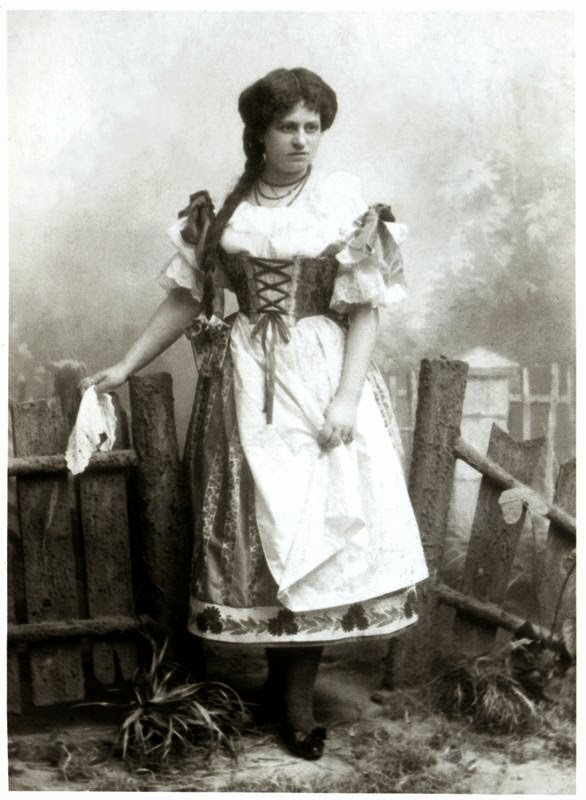
Amálie Bobková, poslední Denise ze Zasnoubení při lucernách na jevišti pražského Národního divadla

První inscenace reagovaly bezprostředně jednak na zprávy o dojmu, jakým zapůsobilo Zasnoubení při lucernách při hostování Bouffes-Parisiens v Berlíně, jednak na úspěch Binderovy adaptace ve vídeňském Carltheatru. Již necelé tři měsíce po vídeňské premiéře, a to 8. ledna 1859, uvedlo Die Hochzeit bei Laternenschein Královské zemské divadlo v Praze (v němčině). Obecenstvu se Zasnoubení velmi líbilo a „hádkový“ duet se musel opakovat, kritik v Bohemii však shledával hudbu „svěží a melodickou, i když nikoli prostou reminiscencí. Tak věru živě podaný pijácký kvartet rozhodně připomíná [ Flotowovu ] Martu, zatímco pantoflový duet obou vdov vyvolává vzpomínky na hádkový duet z [ Auberova ] Zedníka a zámečníka.“ Český hudební časopis Dalibor psal: „Z operetky této vidno, že Offenbach jest nadán bohatým zdrojem hudebním.“
11. června 1859 pak uvedlo vlastní inscenaci Královské městské divadlo v Brně, a tu mohli brněnští diváci vzápětí porovnat s vídeňskou, kterou jim představilo 22. června na zájezdu divadlo Carltheater. Podle listu Brünner Zeitung již dlouho nepanovala v tamějším divadle tak živá atmosféra. „Tato Svatba při lucernách je dvojčetem Dívky z Elisonza, ale je to stejně tak roztomilá, šelmovská, půvabná operetka, a byla zahrána tak zaokrouhleně a vemlouvavě, že by potřebovalo mnoho stoicismu, aby člověk zůstal lhostejným.“ Na repertoáru brněnského německého divadla zůstalo Zasnoubení při lucernách dlouho, stejně jako v Olomouci (premiéra 10. prosince 1859), Opavě (1860), Českých Budějovicích (1864), Znojmě (1864), Teplicích nebo Chebu.
Zasnoubení při lucernách nebylo první operetou hranou v češtině: Prozatímní divadlo dalo po svém vzniku důvodně přednost Orfeovi v podsvětí. Patřilo mu však druhé místo. Prozatímní divadlo je uvedlo poprvé 20. května 1865 v divadelním sále Žofínského paláce, svém tehdejším letním působišti. V překladu Jindřicha Hanuše Böhma, vycházejícího z německé verze a nesoucího název Svatba při lucernách, se milovnický pár jmenoval Petřík a Lenka, dvojice vdov pak nesla česká jména Kačenka a Stázička; poklasného nahradil rychtář. V Národních listech ji 25. května 1865 vřele přivítal Jan Neruda: „Offenbachova rozkošná opereta Svatba při lucernách, v Praze ostatně již známá, dostala se konečně na jeviště české. Líbila se rozhodně. V jednoaktové operetce té má Offenbach ještě plnou sílu melodií, pikantnost rythmů a vůbec onu příjemnou lehkost, která ho pařížskému obecenstvu učinila záhy milým. Děj je velmi jednoduchý a vyznačuje se prostností a čistotou, jakou bychom přáli dávno kýženým operetám českým; pozdější operety Offenbachovy berou, jak známo, příliš mnoho smyslného efektu ku pomoci, než aby česká, teprve se ovšem tvořit mající škola, mohla počátky svými vycházeti ze stanoviště, na kteréž Offenbach nyní již dohnán jest.“ Tato první inscenace dosáhla desíti repríz.
Prozatímní divadlo svou inscenaci obnovilo v listopadu 1871 a dvě inscenace pak připravilo i Národní divadlo (prem. 5. 2. 1891 a 16. 6. 1903), dokud opereta jeho jeviště definitivně neopustila. Soustavnější místo našlo Zasnoubení při lucernách v repertoáru divadelní společnosti Pavla Švandy ze Semčic. Již 18. června 1870 mělo premiéru v aréně ve Pštrosce na Vinohradech, 7. října téhož roku se hrálo poprvé v městském divadle v Plzni. V 80. letech 19. století působil Švanda v aréně zvané v Lesíčku nebo v Eggenberku na Smíchově, a zde také uvedl dvojí nové nastudování (1881 a 1887). Od roku 1877 (premiéra 25. října v Plzni) měla Zasnoubení při lucernách v repertoáru i divadelní společnost Jana Pištěka; významné bylo zejména první české provedení v Brně, a to v Besedním domě 2. prosince 1879. Po dlouhá léta patřila tato opereta do kmenového repertoáru kočovných společností.
Vedle profesionálních společností se však Zasnoubení při lucernách těšilo velkému zájmu ochotníků. Již 30. května 1866, rok po prvním českém uvedení v Prozatímním divadle, je sehráli ochotníci v Kutné Hoře. Poté se množí zprávy o dalších amatérských představeních v různých českých městech (Tábor, Holice, Mladá Boleslav, Třebíč, Slaný, Poděbrady…), většinou pořádaných místními pěveckými spolky, ale též například Místním odborem spolku českých železničních úředníků v Plzni roku 1906. Významné bylo roku 1901 nastudování spolkem Žerotín, který v Olomouci a vůbec na severní Moravě nahrazoval nedostatek českého profesionálního divadla. Amatérsky hrály Zasnoubení ovšem i německé spolky, například v Teplicích nebo v Mikulově.
Poslední inscenaci za Rakouska-Uherska uvedlo Městské divadlo v Plzni (prem. 14. 1. 1917). Kritický ohlas ukazoval, že již tehdy, s odstupem půl století od Offenbachova proniknutí na česká jeviště, původní pochybnosti o ceně jeho děl pominuly; recenzent plzeňské Nové doby uvedení Zasnoubení při lucernách vřele vítá a tvrdí: „Celkové hudební založení dílka ukazuje tolik hudebního vkusu a humoru, že dnešní operetě se o nich ani nezdálo, takže poslechneme-li si takovouto Offenbachiádu, objeví se nám fabriční zboží operetních vyrabitelů dneška v celé své zahanbující nahotě. Bylo právě k tomu třeba Offenbachovského vtipu, aby hudební niveau jeho rozkošných jednoaktovek bylo takové, jaké je. Kus toho svůdného gaminství jeho, jež vyvrcholilo v jeho parodiích, svítí i zde z každé noty.“
V meziválečném období pak Zasnoubení při lucernách uvedla divadla v Brně (prem. 10. 4. 1920) a v Plzni (prem. 17. 12. 1930).
V poválečné době uvedla Zasnoubení při lucernách v českých zemích jen tři profesionální divadla, a to v krátkém období na počátku 60. let 20. století: Slezské divadlo Zdeňka Nejedlého v Opavě (prem. 30. srpna 1962), Divadlo F. X. Šaldy v Liberci (prem. 30. ledna 1965) a Státní divadlo Brno (prem. 15. září 1965).
Jediné tři inscenace v posledním půl století připravily hudební vysoké školy: dvě Hudební fakulta Akademie múzických umění v Praze (premiéry 19. dubna 1973 – jako Zasnoubení při lucernách v kombinaci s Offenbachovou Fortuniovou písní – a 15. dubna 1988 – jako Zásnuby v kombinaci se Slzami nože Bohuslava Martinů) a vydařenou třetí a dosud poslední Janáčkova akademie múzických umění v Brně (premiéra 17. března 2018 – jako Zasnoubení při lucernách v kombinaci s Vdovou Grapinovou Friedricha von Flotowa).
Uvádění jednoaktových oper a operet je v novější době obtížné, relativně častěji je inscenují jen školní divadla (akademie, konzervatoře), popřípadě amatéři. Již od 60. let 19. století stále platí, že Zasnoubení při lucernách je nejčastěji uváděnou Offenbachovou aktovkou v českých zemích: databáze Divadelního ústavu eviduje pro období 1945–2020 tři profesionální a tři školní inscenace, což je číslo větší, než pro kteroukoli jinou, bledne však před 28 evidovanými inscenacemi Krásné Heleny nebo 40 inscenacemi Orfea v podsvětí. Ve světovém měřítku se přitom z Offenbachových jednoaktovek nejčastěji hraje Pan Karfiol si dovoluje pozvat….

### OfenbachovoZasnoubení při lucernácha SmetanovoTajemství
Již při prvním uvedení opery Tajemství Bedřicha Smetany na libreto Elišky Krásnohorské byla jasná podobnost její základní myšlenky s Offenbachovým Zasnoubením při lucernách, i když přímo v recenzi ji zmínil jen Otakar Hostinský s poznámkou „čímž ostatně nechci naši libretistku nikterak kárati“. Eliška Krásnohorská se později bránila a přesouvala vinu na skladatele: „A výtka ta byla oprávněna; kdybych byla „Svatbu při lucernách“ znala, jistě bych nebyla také uvedla na scénu milovníka, který pátraje po pokladu nalezne místo něho svou milenku; vtip ten mohl snadně býti nahrazen jiným, a mou vinou arci bylo, že jsem „Svatbu při lucernách“ neznala. Smetana zajisté ji dobře znal, ale nevzpomněl na onu podobnosť, sice by mne byl upozornil, věda dobře, jak si vážím každého jeho pokynu a jak ráda mu vyhovuji.“ Činila tak v rámci protestu proti podstatným zásahům do libreta, které německý vydavatel (a překladatel Max Kalbeck) později požadoval pro připravovanou inscenaci Tajemství ve Vídni (1895) a jeho edici pro zahraniční trhy.
Hudební skladatel a pedagog Adolf Piskáček při komentování této podobnosti poukazuje i na starší původ námětu v La Fontainových a Bidpajových bajkách. Pozdější smetanovský badatel Jaroslav Jiránek považuje shodu libreta Tajemství se Zasnoubením při lucernách a „čistě situační“ a nepřipouští podobnost práce Krásnohorské s Battuovou „komickou frivolní syžetikou“. Smetanova hudba v Tajemství nevykazuje žádnou podobnost s Offenbachovým zhudebněním Zasnoubení.

## Osoby a první obsazení
| osoba                       | hlasový obor  | premiéra (Mathurinův poklad) (7.5.1853)      | premiéra (Zasnoubení při lucernách) (10.10.1857) | vídeňská premiéra (16.10.1858) | pražská premiéra (8.1.1859) | premiéra v češtině (20.5.1865)  |
| --------------------------- | ------------- | -------------------------------------------- | ------------------------------------------------ | ------------------------------ | --------------------------- | ------------------------------- |
| Guillot, Mathurinův synovec | lyrický tenor | Sainte-Foy (vl. jm. Charles-Louis Pubereaux) | Paul Geffroy                                     | Karl Treumann                  | August Markwordt            | Josef Kysela                    |
| Denise, jeho sestřenice     | soprán        | Alice Théric                                 | Marie-Aurélie Mareschal                          | Emma Zöllner                   | Monhaupt                    | Anna Hegratová                  |
| Catherine, vdova            | soprán        | Marie-Stephanie Meyer-Meillet                | Marie-Denise-Victoire Dalmont                    | Therese Braunecker-Schäfer     | Müller                      | Marie Pisařovicová              |
| Fanchette, vdova            | mezzosoprán   | Marie-Charlotte-Léocadie Lemercier           | Lise Tautin (vl. jm. Louise Vaissière)           | Anna Grobecker                 | Lichtman                    | Terezie (Seifertová-)Ledererová |
| Poklasný                    | mluvená role  | –                                            | Antognini                                        | Pittmann                       | Nikolai                     | Hynek Musil                     |
| Vesničané (statisté)        |               |                                              |                                                  |                                |                             |                                 |
| Dirigent:                   | Dirigent:     | Jacques Offenbach                            | Jacques Offenbach                                | Carl Binder                    | …                           | Jan Nepomuk Maýr                |

## Děj opery

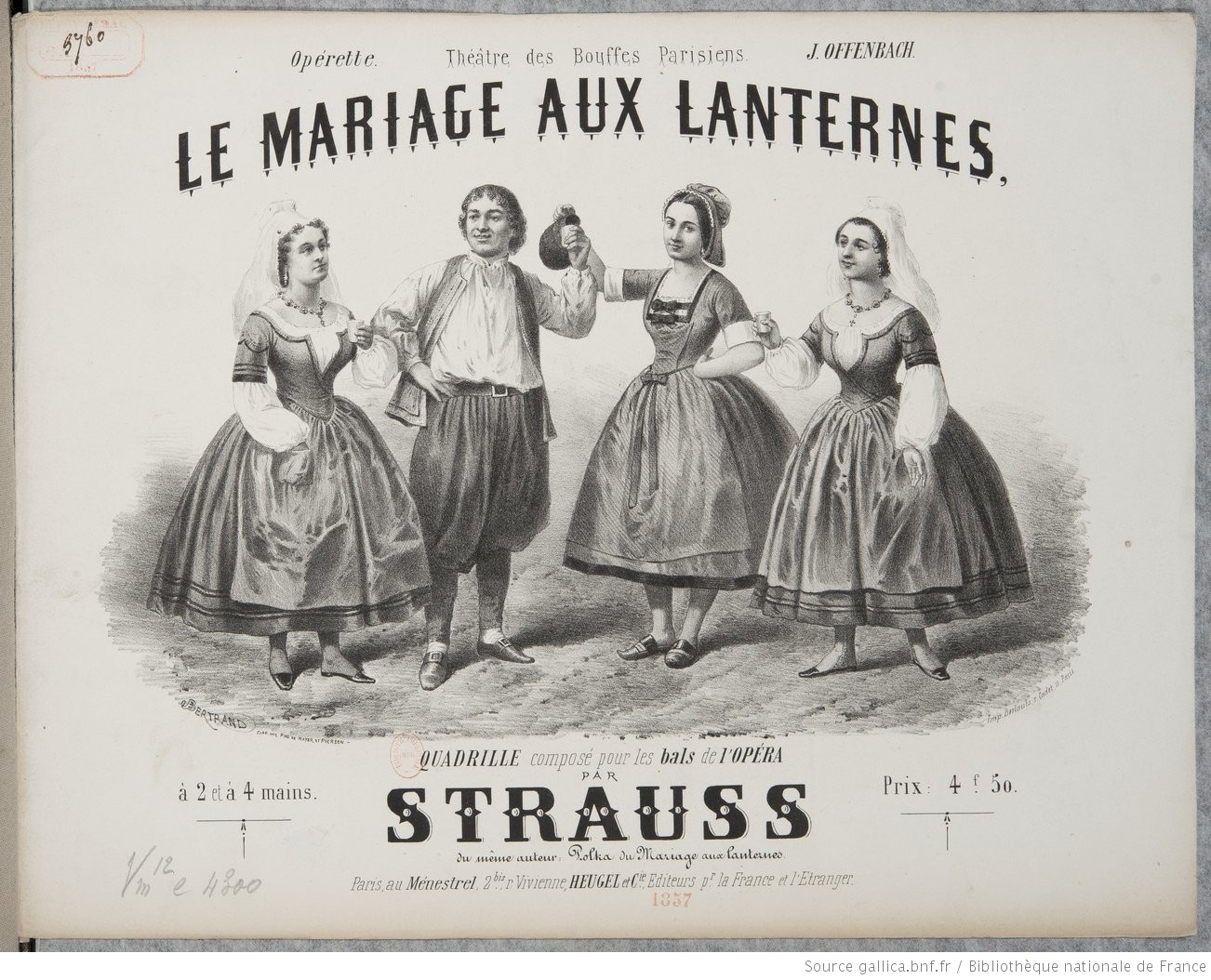
Čtverylka od Isaaca Strausse upravená z pijácké písně (č. 4) ze Zasnoubení při lucernách

(Náves s Guillotovým domem a velkým stromem) Mladá venkovanka Denise sedí zamyšlena pod stromem. Její bratranec Guillot ji kárá, že neskončila všechny domácí práce, a snaží se ji přesvědčit, aby zanechala smutku a rozveselila se. Vždyť co by její zasmušilosti a nečinnosti řekl jejich společný strýc Mathurin, Denisin poručník (č. 1 rondeau-duet Que dirait l'oncle Mathurin).
Když Denisa odběhne za domácími pracemi, vysvětluje Guillot divákům situaci. Strýc Mathurin mu svěřil Denise do opatrování, když odjel do Paříže. Proto na ni teď dohlíží a je znepokojen tím, že ji viděl před dvěma týdny posílat dopis (strýc Mathurin byl totiž tak bláhový, že dívku naučil číst a psát). Guillot se domnívá, že to byl milostný dopis jakémusi budižkničemovi Grévinovi, a z jeho rozhořčení lze cítit žárlivost.
Přicházejí ruku v ruce dvě poměrně mladé vdovy, Fanchette a Catherine. Obě jsou na lovu nového manžela. Pozorují Guillota a jedna jako druhá je přesvědčena, že se mu líbí. Vyprávějí si navzájem příhody, která mají dokládat jeho přízeň. Ale mladík je chudý jako kostelní myš, takže pro ně není perspektivní. Navíc se nepodobá jejich zesnulým manželům. Obě totiž zažily v manželství domácí násilí – Catherine jako oběť, Fanchette jako pachatelka (č. 2 kuplet Mon cher mari quelquefois s'emportait).

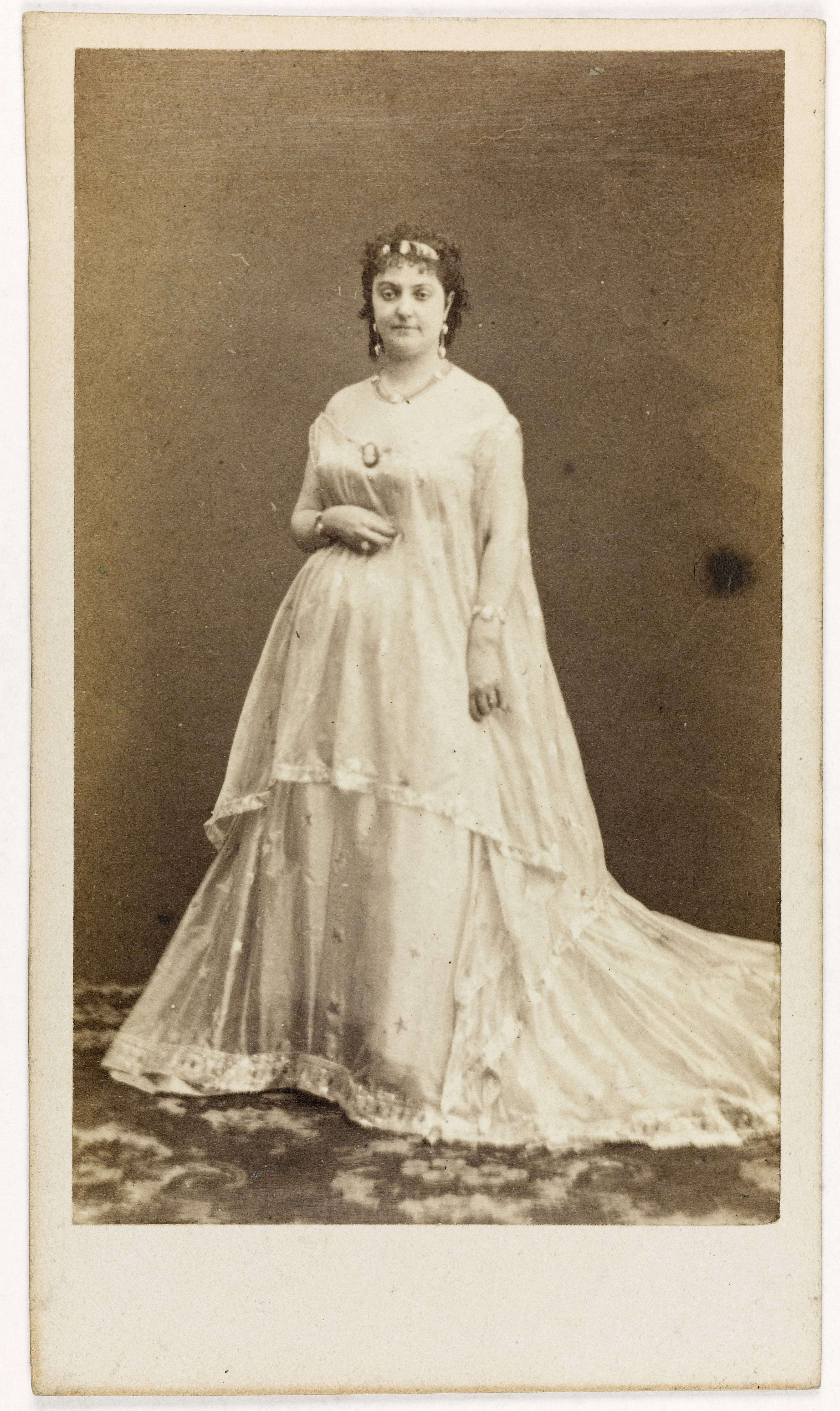
Alice Théric (1856), první Denise v Mathurinově pokladu

Guillot mezitím popíjí víno. Catherine a Fanchette s ním žertují a Guillot jim vypráví, že čeká dopis od strýce Mathurina, kterého již po mnohokráté žádal o peníze. Denise se vrací; prý šla náhodou kolem pošty („Náhodou!“ zlobí se Guillot) a dali jí dopis pro bratrance. Je to psaní od strýce Mathurina a Guillot je ihned čte, zatímco mu Fanchette a Catherine nakukují přes rameno. Strýc píše, že ho již věčné žádosti o peníze unavují, a že proto, aby měl nadále pokoj, rozhodl se dát synovci svůj poklad. Posílá k němu instrukce – poklad má být nalezen o klekání pod velkým stromem na návsi (č. 3 tercet Eh bien, Guillot, quoi?). Přesnější pokyny si Guillot nechá pro sebe, přesto v očích obou vdov nabývá na zajímavosti.
Rozradostněný Guillot si nechává od Denise přinést skleničky a popíjí s Catherine a Fanchettou na nečekané bohatství (č. 4 pijácká píseň Quand les moutons sont dans l'étable). Pak obě nechává o samotě a Catherine a Fanchette v sobě objeví zatvrzelé sokyně. Hádka přeroste ve rvačku (č. 5 duet Ah! la fine mouche! La sainte-nitouche!). Teprve poklasný je roztrhne a dozví se od nich novinu o pokladu strýce Mathurina, kterou se vdovy chystají roznést po celé vsi.
Přikrádá se Denise. I ona obdržela list od strýce, kterému si stěžovala na svůj smutek, a strýc ji jako léčbu obstaral ženicha. Má ho najít o klekání pod velkým stromem. Sama by si myslela na Guillota, ale ten má oči jinde… Usedne tedy do trávy, a protože už nastala tma, brzy usne. Guillot přichází hledat poklad s rýčem a lucernou, ale i Catherine a Fanchette pozorují s lucernami zpovzdálí, aby jim něco neušlo. Guillot nachází přesně na místě, kde má kopat, spící Denise. Nejprve přemýšlí o tom, jak ji šetrně odsunout, ale pak nalezne v její ruce strýcův dopis. Z něj konečně pochopí, jaký poklad měl strýc Mathurin na mysli. Denise se probouzí a s nadšením poznává ve svém předurčeném ženichovi Guillota, a ten ji žádá o ruku (č. 6 klekání – kvartet Voici l'angelus qui sonne). Catherine a Fanchette vše sledovaly a jsou ohromeny; a nejen ony, celá vesnice se sešla s lucernami, aby uviděla, jak dopadne Guillotovo hledání. Vdovy žádají, aby se Guillot o poklad rozdělil s celou vesnicí, protože byl nalezen na obecním pozemku, ale Guillot si ho hodlá podržet pro sebe a ve světle svítilen vyhlašuje svoje a Denisino „zasnoubení při lucernách“ (č. 7 finále Messieurs, la pièce est terminée).

## Instrumentace
(Pařížská verze) Dvě flétny (2. též pikola), hoboj, dva klarinety, fagot; dva lesní rohy, dvě trubky, pozoun; tympány, bicí souprava; smyčcové nástroje (housle, violy, violoncella, kontrabasy).
(Vídeňská verze) Dvě flétny (2. též pikola), dva hoboje, dva klarinety, dva fagoty; čtyři lesní rohy, dvě trubky, pozoun; tympány, bicí souprava; smyčcové nástroje.

## Nahrávky
- 1949 (rozhlasová nahrávka Frankfurter Rundfunk, CD (2008) Cantus Classics CACD 5.01090 F s Die Insel Tulipatan) Zpívají: (Liese=Denise) Gabrielle Possinke, (Peter=Guillot) Herbert Hess, (Annemarie=Fanchette) Maria Madlen-Madsen, (Catherine) Else Tegetthoff, (ponocný) August Heimpel. Chor u. Orchester des Frankfurter Rundfunks řídí Kurt Schröder (v němčině, jako Die Verlobung bei der Laterne).
- 195? (rozhlasová nahrávka, oficiálně dosud nevydaná) Zpívají: (Denise) Evelyn McGarrity, (Pierre) Lawrence Chelsi, (Fanchette) Betty Wolf, (Catherine) Virginia Thompson. Orchestr řídí Felix Kramer (v angličtině, jako A marriage by lantern-light).[121]
- 1957 (televizní film, Magyar Televízió) Hrají a zpívají: (Denise) Éva Lehoczky, (Pierre=Guillot) Sándor Mucsi, (Fanchette) Kati Cseh, (Catherine) Zsuzsa Ládi. Režie: Annie Spiehel. Orchestr řídí Sándos Fischer (v maďarštině, jako Eljegyzés lámpafénynél).[122]
- 1962 (televizní nahrávka ZDF, CD Golden Melodram GM 4.0051 s Die kleine Zauberflöte; (2013) Profil Hänssler DCD PH12066, 3x Offenbach s Die kleine Zauberflöte a Die Insel Tulipatan) Zpívají: (Denise) Ditha Sommer, (Pierre=Guillot) Alfons Holte, (Fanchette) Eva Kasper, (Catherine) Erika Wien. Orchestr Deutsche Oper am Rhein řídí Carlos Kleiber (v němčině, jako Die Verlobung bei der Laterne).[121]
- 1963 (televizní film, R.T.F.) Hrají a zpívají: (Denise) Madeleine Valberg, (Guillot) Guy Godin, (Fanchette) Annie Tallard, (Catherine) Jacqueline Danjou, (poklasný) Gaston Godart. Režie: André Leroux. Orchestre Lyrique de la R.T.F. řídí Jean Laforgue (ve francouzštině).[123]
- 1972 (rozhlasová nahrávka, oficiálně dosud nevydaná) Zpívají: (Denise) Norma Burrowes, (Guillot) Philip Langridge, (Fanchette) April Cantelo, (Catherine) Patricia Kern. Orchestr Serenata of London řídí Raymond Leppard (ve francouzštině).[121]
- 1984 (televizní film, Magyar Televízió) Hrají a zpívají: (Denise) Marika Oszvald, (Pierre=Guillot) Gábor Maros, (Fanchette) Andrea Zsadon, (Catherine) Zsuzsa Domonkos, (listonoš) Kálmán Latabár. Režie: László Vámos. Orchestr řídí Katalin Váradi (v maďarštině, jako Eljegyzés lámpafénynél).[121][124]